# 자일링스
자일링스 주식회사(Xilinx, Inc.)는 FPGA로 알려진 리컨피규러블 하드웨어 집적 회로 부분에서 가장 큰 개발업체이고 팹리스 반도체 기업이다. 자일링스는 로스 프리먼 (FPGA 발명가), 버니 본더슈미트 (팹레스 선구자)와 바네트에 의하여 1984년에 창립되었고 실리콘밸리에서 성장하였다.

## 기술
자일링스는 광통신, 자동차, 소비자, 방어시스템과, 다른 영역 등 다양한 응용산업에 사용되는 FPGA와 복합 프로그래머블 논리 소자를 개발하는 개발회사이다. 자일링스는 글루 논리(쿨런너, 쿨런너 II)용 및, PROM같은 소자를 추가하는 저가형(스파탄)과, 고성능 (버텍스) 응용산업용 소자군을 제공한다.
버텍스-II 프로, 버텍스-4와, 버텍스-5 FPGA 제품군은 단일 칩 체제 설계자에게 특별히 관심을 가졌다. 왜냐하면 이런 소자들은 두개의 임베디드 IBM 파워PC 코어가 내장되었기 때문이다. 이러한 구조의 소자는 (리눅스나 vxWorks같은) 일반적인 임베디드 운영체제를 구동할 수 있고 특별한 논리연산을 연산하는 주변의 구조와 상호연결할 수 있다.
자일링스는 응용제품을 설계하는 시간을 감소시키는 목적으로, 반도체 IP 코어를 개발한다. 반도체 IP 코어는 (이진화 십진법 부호화, 계수기같은) 단순한 기능에서 (다중-기가비트 네트워킹 코어, 마이크로블레이즈 소프트 마이크로프로세서와, 최적화된 피코블레이즈 마이크로컨트롤러같은) 복합 시스템까지 다양하다. 게다가, 자일링스 디자인 서비스 (XDS)는 공짜로 특정 코어를 생성할 수 있다.
자일링스는 소자를 유용하게 사용하기 위한 전자 설계 자동화(EDA) 도구를 제공한다. 핵심 제품군은 완전한 EDA 흐름을 제공하는 ISE이다:베릴로그나 VHDL, 배치와 배선(PAR)를 합성하고, 생성된 펌웨어 파일은 칩을 설정하는 데 사용된다. 자일링스의 임베디드 개발자 키트(EDK)는 (버텍스-II 프로와 버텍스-4 및 버텍스-5 소자에 내장된) 임베디드 파워PC 405와 마이크로블레이즈 코어를 지원한다. 자일링스의 DSP용 시스템 생성기는 자일링스 현장 프로그래머틀 게이트 어레이(FPGA)에 고성능 디지털 신호 처리 장치를 시뮬레이션하고 구현한다. 'ISE 웹팩'라고 불리는 EDA 소프트웨어의 공짜버전은 고성능 칩을 제외한 모든 소자에 사용할 수 있다. 자일링스는 2007년부터, EDA 소프트웨어의 무료 리눅스 버전을 제공하는 유일한 현장 프로그래머블 게이트 어레이 기업이다.

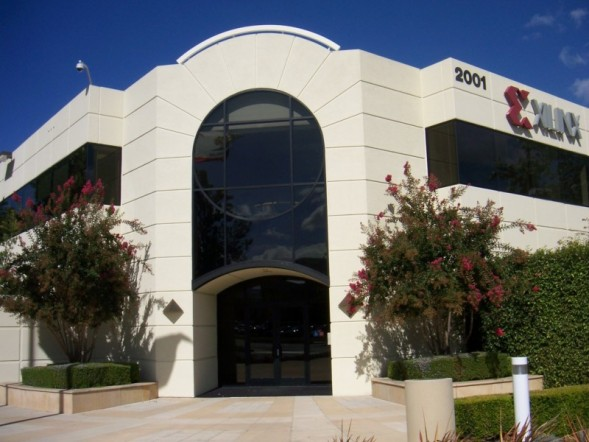
자일링스 새너제이 본사

## 제품군
자일링스는 두가지 주요 FPGA 제품군이 있다: 고성능 버텍스 계열과 저가형 스파탄 계열이다. 또한 두가지 복합 프로그래머블 논리 소자(CPLD) 계열과, 쿨런너와 9500제품군을 생산하고 있다. 각각의 제품은 1세대의 제품에서 다양한 세대의 제품으로 발표되었다.

### 스파탄 계열
스파탄 계열은 저가형 부품이며, 대부분 버텍스-2 계열과 비슷하다. 스파탄은 동일한 세대의 버텍스 소자보다 동작속도가 느리고, 임베디드 파워PC 코어와 직병렬화 장치를 사용할 수 없다.
| 스파탄 3 세대 (90nm) | 논리셀          | 설명                                    |
| -------------------- | --------------- | --------------------------------------- |
| 스파탄-3             | 1700 ~ 75 000   | 고성능과 많은 핀이 요구되는 응용에 사용 |
| 스파탄-3A            | 1500 ~ 25 000   | 입출력 최적화                           |
| 스파탄-3AN           | 1500 ~ 25 000   | 비휘발성                                |
| 스파탄-3E            | 2 000 ~ 33 000  | 논리 최적화                             |
| 스파탄-3A DSP        | 37 000 ~ 54 000 | DSP 최적화                              |

### 버텍스 계열
버텍스 계열은 보통의 FPGA 논리 구조에 곱셈기, 메모리, 직렬 트랜시버와 마이크로프로세서 코어같은 일반적으로 사용하는 기능을 포함하고 있다. 곱셈기의 수는 소자의 종류에 따라서, 수십에서 수백개에 달한다. 또한, 메모리 블록의 용량은 수백 킬로비트에서 수십 메가비트에 달한다. 조금의 메모리 블록과 곱셈기는 모든 제품에 포함되어 있지만, 임베디드 파워PC 코어와 직별렬화 하드웨어는 선택된 몇가지 모델에만 사용할 수 있다.
버텍스-4를 발표할 때, 자일링스는 다른 목적으로 최적화된, 다른 기능을 가진 제품의 다양한 버전으로 변화하였다. 전통적으로 제품간 다른점은 용량과 단가이다.
| 버텍스-4 모델 | 논리셀           | 설명                                             |
| ------------- | ---------------- | ------------------------------------------------ |
| 버텍스-4 LX   | 14 000 ~ 200 000 | 논리 최적화, 논리셀이 20만 개 구현               |
| 버텍스-4 FX   | 12 000 ~ 140 000 | 다이에 임베디드 파워PC 코어 내장과, 직렬 연결성. |
| 버텍스-4 SX   | 23 000 ~ 55 000  | DSP 최적화와 고밀도 메모리 응용                  |

버텍스-4 계열은 2004년에 발표되었고 1.2볼트, 90나노미터, 트리플-옥사이드 공정 기술로 제조되었다.
| 버텍스-5 models | 논리셀           | 설명                                                                 |
| --------------- | ---------------- | -------------------------------------------------------------------- |
| 버텍스-5 LX     | 30 000 ~ 330 000 | 논리 최적화, 이전의 버텍스-4 세대보다 50% 증가됨                     |
| 버텍스-5 LXT    | 30 000 ~ 330 000 | LX의 변수는 직렬 연결성을 향상하기 위해서 직병렬화 트랜시버가 추가됨 |
| 버텍스-5 SXT    | 35 000 ~ 100 000 | DSP 최적화와 직렬 연결성이 필요한 고밀도 메모리 응용에 사용          |

버텍스-5 계열은 2006년에 발표하였다. 동시에, 자일링스는 전통적인 4핀 LUT대신에 6핀 LUT로 설계를 하였다. 이러한 방식은 1.0볼트, 트리플-옥사디드 공정 기술, 65나노미터 설계로 제조되었다.
버텍스, 버텍스-2와, 버텍스-2 프로같은, 이전 세대 소자는 여전이 구입할 수 있으며, 기능성은 버텍스-4와 버텍스-5의 제품이 나오면서 크게 향상되었다.

## 경쟁사
자일링스의 경쟁사로는 알테라, 래티스 세미컨덕터, 액텔, 아트멜과, 퀵로직이 포함된다.

## 회사명의 기원
자일링스(Xilinx) 이름은 FPGA를 나타낸다: 두 개의 X는 논리 클러스터를 나타내고 linx는 논리간의 고리와 배선을 나타낸다. 창립자는 Xlinx라는 이름이 마음에 들지 않았다. 그래서 'i'를 추가했고 그래서 자일링스(Xilinx)가 되었다.

## 같이 보기
- AI 가속기
- 알테라